# Амину, Аль-Фарук
Аль-Фарук Аджиеде Амину (англ. Al-Farouq Ajiede Aminu; род. 21 сентября 1990 года в Атланте, штат Джорджия) — нигерийский и американский профессиональный баскетболист. За карьеру в НБА выступал за 6 разных клубов и провёл в сумме более 700 матчей. Играл за национальную сборную Нигерии, в составе которой выиграл чемпионат Африки 2015 года. Играет на позиции лёгкого и тяжёлого форварда. Был выбран на драфте НБА 2010 года в первом раунде под общим 8-м номером командой «Лос-Анджелес Клипперс».
Его родители — Абубакар Амину и Анджирлик Амину по одной из линий по некоторым данным являются потомками нигерийских королей. Брат игрока Алад Амину выступал за Технологический институт Джорджии.

## Школа и колледж
Амину выступал за школу Норкросс и являлся одним из лучших игроков своего класса в 2008 году. Согласно рейтингу издания Rivals.com, игрок был седьмым по показателям интереса со стороны колледжей, а присвоило Scout.com назвал его под номером 13.
Амину перевелся в Норкросс из школы Уэслейн, поэтому ему было запрещено играть в один сезон за две команды. Два сезона игрок провёл в Норкроссе. Во втором сезоне Амину и его одноклассник Гани Лаваль привели Норкросс к показателям побед и поражений 30-3, а команда была посеяна под 12 номером в национальной лиге. На третьем году обучения Амину в среднем набирал 13,7 очков и совершал 9,5 подборов за матч. В составе класса 5A становился чемпионом штата Джорджия в сезонах 2007 и 2008. На четвёртом году показатели составляли 23,1 очко и 11,2 подбора за матч. В 2008 году Норкросс закончил с результатом 29-2 и стал 6-й командой национальной лиги. В 2008 году игрока включили в состав McDonald’s All-American Team и он принял участие в матче Jordan Brand Classic, где набрал 12 очков и 13 подборов.
В июле 2007 года Амину подал заявление в колледж Уэйк-Форест и в ноябре этого же года подписал «соглашение о намерениях». Несмотря на то, что за Технологический институт Джорджии играл его брат, Амину выбрал Уэйк-Форест.
В дебютном сезоне 2008/09 анонимным голосованием Амину был выбран в команду новичков дивизиона. В этом году игрок собрал 10 дабл-даблов. Среди всех новичков он занял шестое место по подборам за матч (8,3), и второе — по очкам (13).

## Клубная карьера

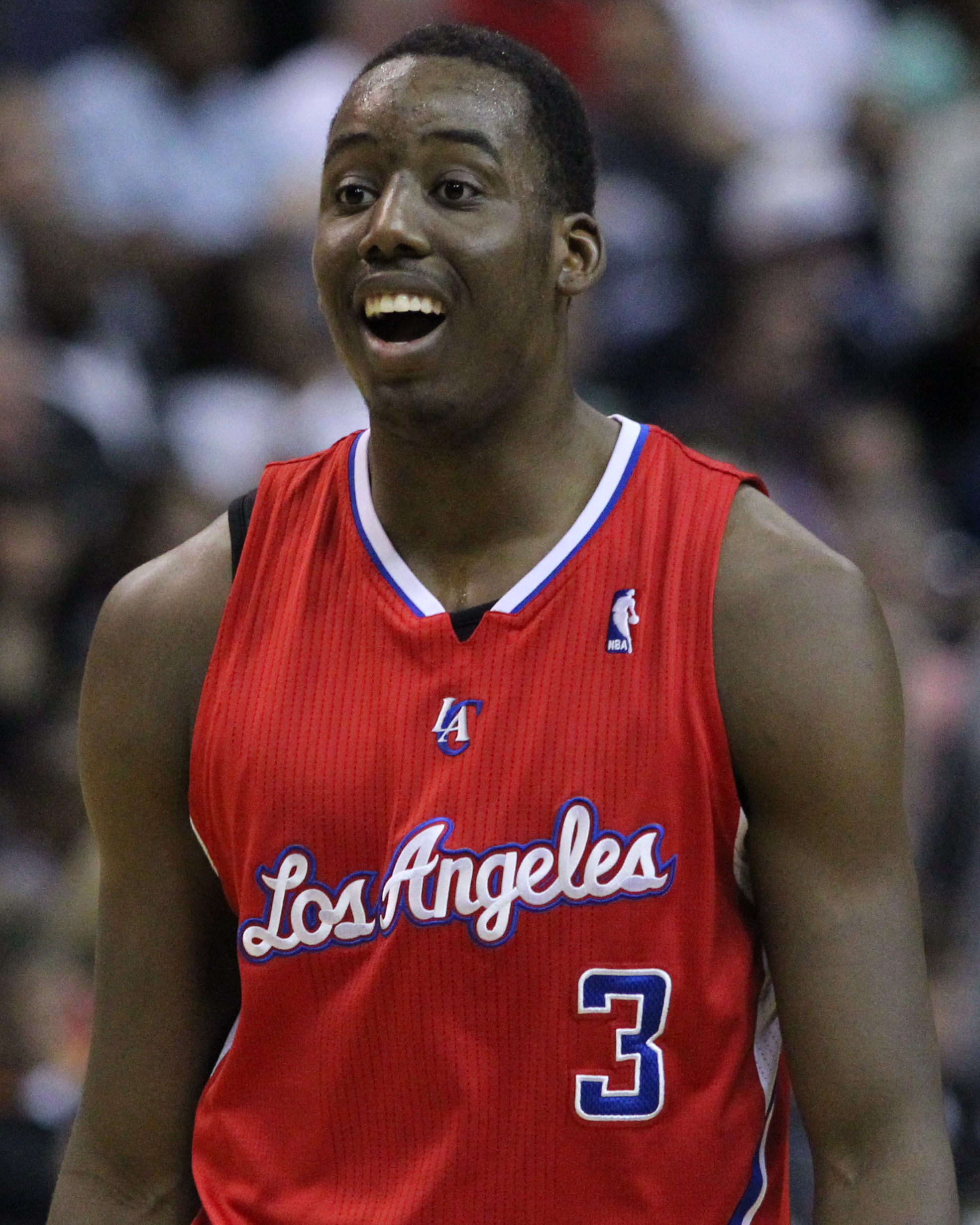
Амину в «Клипперс» в 2011 году

1 апреля 2010 года игрок нанял агента и объявил об участии в драфте НБА 2010 года. Он был выбран клубом «Лос-Анджелес Клипперс» под общим 8-м номером.
14 декабря 2011 года «Клипперс» продали Амину, Криса Камана, Эрика Гордона и право выбора в первом раунде драфта 2012 года (полученный от «Миннесоты») в «Нью-Орлеан Хорнетс» в обмен на Криса Пола и два пика второго раунда в будущих драфтах.
29 июля 2014 года подписал контракт с «Даллас Маверикс». 20 февраля 2015, года набрал максимальные для себя показатели и сделал дабл-дабл из 17 очков и 12 подборов, а его команда со счётом 111—100 победила «Хьюстон Рокетс».
9 июля 2015 года Амину подписал четырёхлетний контракт в $30 млн с командой «Портленд Трэйл Блэйзерс». 1 августа 2015 года выступал в составе Сборной Африки в товарищеской игре НБА. Дебют за «Трэйл Блэйзерс» состоялся в матче открытия сезона 28 октября против «Пеликанс», набрал 9 очков и совершил 8 подборов, а команда одержала победу со счётом 112-94.
31 марта 2016 года набрал рекордные в карьере 28 очков (включая 6 точных трёхочковых) в игре против «Бостон Селтикс» (116—109). 6 апреля 2016 года набрал 27 очков в матче против «Оклахомы-Сити Тандер». 25 апреля 2016 года в матче первого раунда плей-офф против «Клипперс» набрал 30 очков и сделал 10 подборов.
В ноябре 2017 года Амину пропустил 13 матчей из-за повреждения правой лодыжки. 1 января 2018 года набрал лучший в сезоне показатель в 24 очка в матче против «Чикаго Буллз».
6 июля 2019 года подписал контракт с «Орландо Мэджик». В сезоне 2019/20 сыграл всего 18 матчей (4,3 очка за 21,1 минуту). 1 декабря 2019 года «Мэджик» сообщили, что из-за травмы Амину пропустит неопределённое время. В сезоне 2020/21 провёл за «Орландо» 17 матчей.
25 марта 2021 года был обменян в «Чикаго Буллз» вместе с Николой Вучевичем. Сыграл за «Буллз» всего 6 матчей, проводя на площадке в среднем чуть более 11 минут.
11 августа 2021 года был обменян в «Сан-Антонио Спёрс». 18 октября был отчислен из «Спёрс», сыграв только в одном предсезонном матче. 25 декабря 2021 года подписал 10-дневный контракт с «Селтикс», однако полноценного контракта Амину предложено не было.

## Международная карьера
Амину дебютировал за национальную сборную Нигерии на летней Олимпиаде 2012 года в Лондоне. 30 августа 2015 года Амину в составе сборной выиграл чемпионат Африки ФИБА 2015 в Тунисе, победив Анголу со счетом 74-65. Он также был включен в пятерку звезд Афробаскета 2015.

## Личная жизнь
Аль-Фарук Амину женат на Хелине Текесте Амину. У пары есть совместная дочь. Он - ребенок отца йоруба из Нигерии и матери-афроамериканки из Нью-Йорка. Амину происходит из рода нигерийских королей. Он - мусульманин.
Его имя переводится как «Вождь прибыл» (это также помогает объяснить его прозвище «Вождь»). Его брат, Аладе Амину, также является профессиональным баскетбольным форвардом. Фонд Амину и его жены, Aminu Good Works Foundation, организует ежегодный баскетбольный лагерь в Нигерии с 2016 года. Лагерь проходит в Ибадане.

## Статистика

### Статистика в НБА
| Сезон                                                                                    | Команда    | Регулярный сезон | Регулярный сезон | Регулярный сезон | Регулярный сезон | Регулярный сезон | Регулярный сезон | Регулярный сезон | Регулярный сезон | Регулярный сезон | Регулярный сезон | Регулярный сезон | Серия плей-офф | Серия плей-офф | Серия плей-офф | Серия плей-офф | Серия плей-офф | Серия плей-офф | Серия плей-офф | Серия плей-офф | Серия плей-офф | Серия плей-офф | Серия плей-офф |
| Сезон                                                                                    | Команда    | GP               | GS               | MPG              | FG%              | 3P%              | FT%              | RPG              | APG              | SPG              | BPG              | PPG              | GP             | GS             | MPG            | FG%            | 3P%            | FT%            | RPG            | APG            | SPG            | BPG            | PPG            |
| ---------------------------------------------------------------------------------------- | ---------- | ---------------- | ---------------- | ---------------- | ---------------- | ---------------- | ---------------- | ---------------- | ---------------- | ---------------- | ---------------- | ---------------- | -------------- | -------------- | -------------- | -------------- | -------------- | -------------- | -------------- | -------------- | -------------- | -------------- | -------------- |
| 2010/11                                                                                  | Клипперс   | 81               | 14               | 17,9             | 39,4             | 31,5             | 77,3             | 3,3              | 0,7              | 0,7              | 0,3              | 5,6              | Не участвовал  | Не участвовал  | Не участвовал  | Не участвовал  | Не участвовал  | Не участвовал  | Не участвовал  | Не участвовал  | Не участвовал  | Не участвовал  | Не участвовал  |
| 2011/12                                                                                  | Нью-Орлеан | 66               | 21               | 22,4             | 41,1             | 27,7             | 75,4             | 4,7              | 1,0              | 0,9              | 0,5              | 6,0              | Не участвовал  | Не участвовал  | Не участвовал  | Не участвовал  | Не участвовал  | Не участвовал  | Не участвовал  | Не участвовал  | Не участвовал  | Не участвовал  | Не участвовал  |
| 2012/13                                                                                  | Нью-Орлеан | 76               | 71               | 27,2             | 47,5             | 21,1             | 73,7             | 7,7              | 1,4              | 1,2              | 0,7              | 7,3              | Не участвовал  | Не участвовал  | Не участвовал  | Не участвовал  | Не участвовал  | Не участвовал  | Не участвовал  | Не участвовал  | Не участвовал  | Не участвовал  | Не участвовал  |
| 2013/14                                                                                  | Нью-Орлеан | 80               | 65               | 25,6             | 47,4             | 27,1             | 66,4             | 6,2              | 1,4              | 1,0              | 0,5              | 7,2              | Не участвовал  | Не участвовал  | Не участвовал  | Не участвовал  | Не участвовал  | Не участвовал  | Не участвовал  | Не участвовал  | Не участвовал  | Не участвовал  | Не участвовал  |
| 2014/15                                                                                  | Даллас     | 74               | 3                | 18,5             | 41,2             | 27,4             | 71,2             | 4,6              | 0,8              | 0,9              | 0,8              | 5,6              | 5              | 2              | 30,0           | 54,8           | 63,6           | 78,9           | 7,2            | 1,2            | 2,0            | 1,6            | 11,2           |
| 2015/16                                                                                  | Портленд   | 82               | 82               | 28,5             | 41,6             | 36,1             | 73,7             | 6,1              | 1,7              | 0,9              | 0,6              | 10,2             | 11             | 11             | 33,8           | 43,8           | 40,0           | 72,4           | 8,6            | 1,8            | 0,7            | 0,9            | 14,6           |
| 2016/17                                                                                  | Портленд   | 61               | 25               | 29,1             | 39,3             | 33,0             | 70,6             | 7,4              | 1,6              | 1,0              | 0,7              | 8,7              | 4              | 0              | 28,2           | 45,9           | 41,2           | 63,6           | 6,5            | 1,0            | 0,8            | 1,0            | 12,0           |
| 2017/18                                                                                  | Портленд   | 69               | 67               | 30,0             | 39,5             | 36,9             | 73,8             | 7,6              | 1,2              | 1,1              | 0,6              | 9,3              | 4              | 4              | 32,7           | 51,9           | 43,3           | 100,0          | 9,0            | 1,3            | 1,0            | 0,5            | 17,3           |
| 2018/19                                                                                  | Портленд   | 81               | 81               | 28,3             | 43,3             | 34,3             | 86,7             | 7,5              | 1,3              | 0,8              | 0,4              | 9,4              | 16             | 16             | 25,0           | 34,9           | 29,4           | 75,0           | 6,3            | 1,3            | 0,6            | 0,6            | 7,4            |
| 2019/20                                                                                  | Орландо    | 18               | 2                | 21,1             | 29,1             | 25,0             | 65,5             | 4,8              | 1,2              | 1,0              | 0,4              | 4,3              | Не участвовал  | Не участвовал  | Не участвовал  | Не участвовал  | Не участвовал  | Не участвовал  | Не участвовал  | Не участвовал  | Не участвовал  | Не участвовал  | Не участвовал  |
| 2020/21                                                                                  | Орландо    | 17               | 14               | 21,6             | 40,4             | 22,6             | 82,4             | 5,4              | 1,7              | 1,0              | 0,5              | 5,5              | Не участвовал  | Не участвовал  | Не участвовал  | Не участвовал  | Не участвовал  | Не участвовал  | Не участвовал  | Не участвовал  | Не участвовал  | Не участвовал  | Не участвовал  |
| 2020/21                                                                                  | Чикаго     | 6                | 0                | 11,2             | 20,0             | 16,7             | 80,0             | 3,2              | 0,3              | 0,3              | 0,0              | 1,5              | Не участвовал  | Не участвовал  | Не участвовал  | Не участвовал  | Не участвовал  | Не участвовал  | Не участвовал  | Не участвовал  | Не участвовал  | Не участвовал  | Не участвовал  |
|                                                                                          | Всего      | 711              | 445              | 24,9             | 42,0             | 33,2             | 74,6             | 6,0              | 1,2              | 1,0              | 0,6              | 7,5              | 40             | 33             | 29,1           | 43,4           | 39,1           | 74,2           | 7,3            | 1,4            | 0,9            | 0,9            | 11,3           |
| Наведите курсор мыши на аббревиатуры в заголовке таблицы, чтобы прочесть их расшифровку. |            |                  |                  |                  |                  |                  |                  |                  |                  |                  |                  |                  |                |                |                |                |                |                |                |                |                |                |                |

### Статистика в NCAA
| Сезон | Команда     | Conf  | Class | GP | GS | MPG  | FG%  | 3P%  | FT%  | RPG  | APG | SPG | BPG | PPG  |
| --- | ----------- | ----- | ----- | -- | -- | ---- | ---- | ---- | ---- | ---- | --- | --- | --- | ---- |
| 2008/09 | Уэйк-Форест | ACC   | FR    | 31 | 30 | 29,0 | 51,6 | 17,9 | 67,1 | 8,2  | 1,5 | 1,0 | 1,2 | 12,9 |
| 2009/10 | Уэйк-Форест | ACC   | SO    | 31 | 30 | 31,3 | 44,7 | 27,3 | 69,8 | 10,7 | 1,3 | 1,4 | 1,4 | 15,8 |
| Всего | Всего       | Всего | Всего | 62 | 60 | 30,1 | 47,6 | 23,8 | 68,7 | 9,4  | 1,4 | 1,2 | 1,3 | 14,4 |
| Наведите курсор мыши на аббревиатуры в заголовке таблицы, чтобы прочесть их расшифровку Статистика приведена с сайта sports-reference.com |             |       |       |    |    |      |      |      |      |      |     |     |     |      |